# Odessa A'zion
Odessa A'zion, pseudonimo di Odessa Zion Segall Adlon (Los Angeles, 17 giugno 2000), è un'attrice statunitense.

## Biografia
Odessa A'zion è nativa di Los Angeles e ha anche trascorso parte della sua infanzia a Boston e Neufahrn bei Freising, in Germania. È figlia dell'attrice Pamela Adlon e del regista Felix O. Adlon. Suo nonno paterno è il regista tedesco Percy Adlon e suo nonno materno è lo scrittore e produttore americano Don Segall.  Suo nonno materno nacque da una famiglia ebrea e sua nonna materna ha origine inglese.

## Filmografia

### Cinema
- Conception, regia di Josh Stolberg (2011)
- Ladyworld, regia di Amanda Kramer (2018)
- Let's Scare Julie, regia di Jud Cremata (2020)
- SuperCool, regia di Teppo Airaksinen (2021)
- Hellraiser, regia di David Bruckner (2022)
- La maledizione di Fall River (The Inhabitant), regia di Jerren Lauder (2022)
- Am I OK?, regia di Stephanie Allynne e Tig
- Una torta per l'uomo giusto (Sitting in Bars with Cake), regia di Trish Sie (2023)
- Until Dawn - Fino all'alba (Until Dawn), regia di David F. Sandberg (2025)
- Marty Supreme, regia di Josh Safdie (2025)

### Televisione
- Better Things - serie TV, 1 episodio (2016)
- Nashville - serie TV, 5 episodi (2017)
- Love - serie TV, 1 episodio (2018)
- Wayne - serie TV, 2 episodi (2019)
- Fam - serie TV, 13 episodi (2019)
- Grand Army - serie TV, 9 episodi (2020)

## Doppiatrici italiane
Nelle versioni in italiano delle opere in cui ha recitato, Odessa A'zion è stata doppiata da:
- Alessandra Bellini in Love
- Emanuela Ionica in Fam
- Margherita De Risi in Grand Army
- Rossa Caputo in Una torta per l'uomo giusto
- Martina Tamburello in Until Dawn - Fino all'alba